# Caculo Cahango
Caculo Cahango é uma vila e comuna angolana que se localiza na província de Ícolo e Bengo, pertencente ao município de Catete.
Anteriormente uma comuna do município do Ícolo e Bengo, em 5 de setembro de 2024 foi transferido para a jurisdição do novo município de Catete.